# Passeggino
Il passeggino è una specie di seggiolino con ruote per portare a passeggio i bambini piccoli sino a circa 36 mesi di età.

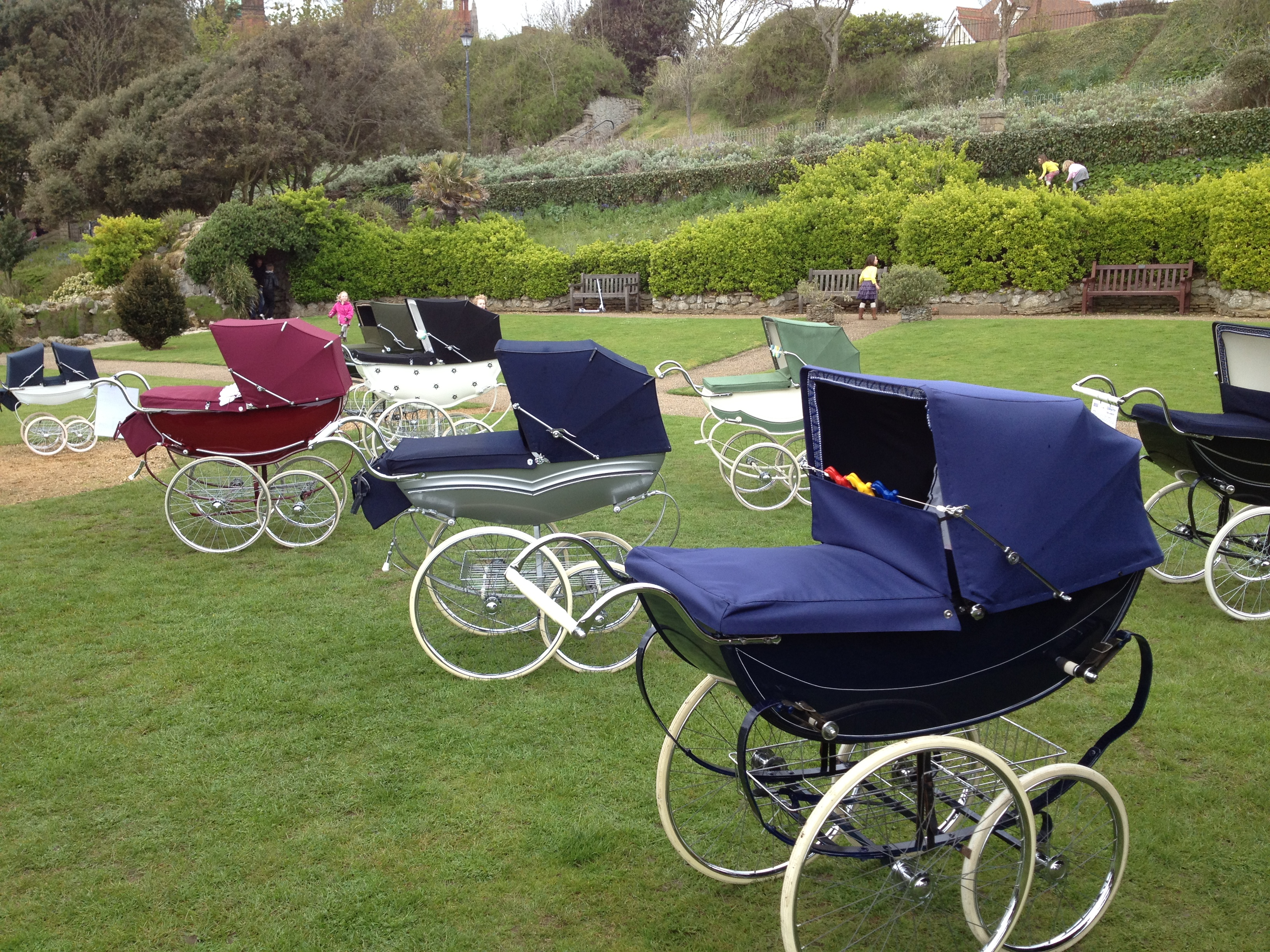
Passeggini

In commercio ne esistono diversi tipi: a tre o a quattro ruote, leggeri, superleggeri, gemellari, trio in combinazione di navicella e seggiolino auto. Solitamente gli accessori inclusi sono: coprigambe, cestello, parapioggia. Le dimensioni di un passeggino aperto variano dai 106 × 86 × 55 cm a 130 × 95 × 75 cm. Le dimensioni di un passeggino chiuso variano da 100 × 44 × 55 a 110 × 50 × 60 cm. Il peso generalmente varia dai 4 ai 10 kg. Il passeggino di norma supporta un peso massimo del bambino di 15 kg.

## Storia

### Trasporto di bambini prima dell'invenzione del passeggino
Il trasporto di bambini probabilmente è emerso all'inizio dell'evoluzione umana poiché l'emergere del bipedismo avrebbe richiesto alcuni mezzi per trasportare bambini che non potevano più aggrapparsi alle loro madri e/o semplicemente sedersi sulla schiena della madre. I marsupi da trasporto sono progettati in varie forme in modo da essere utilizzati anteriormente o sui fianchi, con diversi materiali e gradi di rigidità, decorazione, supporto e confinamento del bambino. Imbracature, marsupi anteriori morbidi e "carrozzine" sono in genere utilizzati per i bambini che non hanno la capacità di sedersi o di tenere la testa alta. Supporti per zaini con telaio, marsupi, imbracature, mei tai e una varietà di altri "trasportini" morbidi sono usati per i bambini più grandi.
Tradizionalmente, imbracature e marsupi erano semplicemente adattamenti di qualunque cosa una cultura normalmente usasse per trasportare qualcosa di pesante. Cestini, zucche, pelli di animali e strutture di trasporto in legno sono stati tutti adattati per trasportare neonati e bambini. Le madri coreane continuano a usare podaegi per portare i bambini. Le madri Inuit continuano a usare il parka o gli amauti per trasportare i bambini. In occidente, questo fenomeno ha portato a una varietà di vettori basati su zaini da campeggio. Un modello, utilizzato in Nuova Guinea, ricorda una piccola amaca in stile Maya, in cui un neonato o un bambino viene portato in una rete sul dorso di un adulto o appeso a un ramo di un albero o alla trave di una casa. Le fotografie storiche delle popolazioni indigene mostrano bambini indossati in fusciacche, cesti e reti appesi alla fronte dei genitori. In diverse culture sono stati documentati anche culle e trasportini appesi a una spalla come una borsa.
Immagini di bambini trasportati con imbracature possono essere viste in opere d'arte egiziane risalenti al tempo dei faraoni e sono state utilizzate in molte culture indigene. Una delle prime opere d'arte europee che mostrano un bambino trasportato con una sorta di marsupio è un affresco di Giotto dipinto intorno al 1306 d.C., che raffigura Maria che porta Gesù in una imbracatura. Indossare il bambino al collo era ben noto in Europa in epoca medievale, ma era visto principalmente come una pratica di gruppi emarginati come mendicanti e zingari. Una culla portatile è un marsupio nativo americano utilizzato per mantenere i bambini al sicuro e comodi e allo stesso tempo consentire alle mamme la libertà di lavorare e viaggiare. Le culle erano attaccate a delle cinghie sulla schiena della madre dalla spalla o dalla testa. Per i viaggi, le culle possono essere appese a una sella o a un travois. La tradizione etnografica indica che era pratica comune cullare i neonati fino a quando non erano in grado di camminare, sebbene molte madri continuassero a fasciare i propri figli ben oltre il primo compleanno. Legato e avvolto su una culla, un bambino può sentirsi al sicuro. Materiali morbidi come licheni, muschio e la corteccia sminuzzata sono stati usati per imbottiture e pannolini. Le culle erano tagliate da pezzi piatti di legno o tessute da ramoscelli flessibili come quelli del salice e imbottite con materiali morbidi e assorbenti. Il design della maggior parte delle culle è una superficie piana con il bambino avvolto strettamente ad essa. Di solito è solo in grado di muovere la testa.
Il trasporto del bambino sul corpo degli adulti iniziò ad essere conosciuto nei paesi occidentali negli anni '60, con l'avvento del pacchetto morbido strutturato a metà degli anni '60. Più o meno nello stesso periodo, lo zaino con telaio è diventato rapidamente un modo popolare per trasportare neonati e bambini piccoli. All'inizio degli anni '70, l'involucro è stato reintrodotto in Germania. L'imbracatura a due anelli è stata inventata da Rayner e Fonda Garner nel 1981 e resa popolare dal dottor William Sears a partire dal 1985 circa. All'inizio degli anni '90, il moderno marsupio è stato creato alle Hawaii. Mentre il cinese mei tai esiste da secoli in diverse forme, non è diventato popolare in occidente fino a quando non è stato modernizzato con imbottiture e altri aggiustamenti. È diventato popolare e famoso per la prima volta a metà del 2003.
Le culle portatili sono state utilizzate da molte culture per trasportare bambini piccoli.

### Carrozzine
Le carrozzine erano state usate sin dalla loro introduzione nell'era vittoriana; erano usate anche per i bambini, spesso seduti. Il termine carrozzina è diventato più comune nel Regno Unito dopo l'introduzione di unità più leggere con marsupi rimovibili negli anni '70.
Nel corso degli anni è stata aggiunta la sospensione, rendendo la guida più fluida sia per il bambino che per la persona che lo spinge.

### Invenzione del passeggino
William Kent sviluppò uno dei primi passeggini nel 1733. In quell'anno, il duca di Devonshire chiese a Kent di costruire un mezzo di trasporto che potesse trasportare i suoi figli. Kent obbedì costruendo un cesto a forma di conchiglia su ruote in cui i bambini potevano sedersi. Questo era riccamente decorato e pensato per essere trainato da una capra o da un piccolo pony. Benjamin Potter Crandall vendette carrozzine negli Stati Uniti negli anni '30 dell'Ottocento, che sono state descritte come le "prime carrozzine prodotte negli Stati Uniti". Un altro sviluppo iniziale fu da parte della FA Whitney Carriage Company. Il figlio del proprietario, Jesse Armor Crandall,ha rilasciato una serie di brevetti per miglioramenti e aggiunte ai modelli standard. Questi includevano l'aggiunta di un freno alle carrozzine, un modello che si ripiegava, disegni per ombrelloni e un gancio per ombrelli. Nel 1840 la carrozzina divenne estremamente popolare. La regina Vittoria acquistò tre carrozzine da Hitchings Baby Store.
Le carrozzine di quei tempi erano costruite di legno o di vimini e tenute insieme da costosi giunti di ottone. Questi a volte divennero opere d'arte pesantemente ornate. I modelli prendevano anche il nome dai reali: Principessa e Duchessa erano nomi popolari, così come Balmoral e Windsor.
Nel giugno 1889, un uomo afroamericano di nome William H. Richardson brevettò la sua idea del primo passeggino reversibile. Il passeggino è stato progettato in modo da poter essere rivolto verso l'esterno o verso il genitore. Ha anche apportato modifiche strutturali alla carrozzina. Fino ad allora l'asse non permetteva a ciascuna ruota di muoversi separatamente. Il design di Richardson lo consentiva, aumentando la manovrabilità delle carrozze. All'inizio degli anni '20, le carrozzine erano ora disponibili per tutte le famiglie e stavano diventando più sicure, con ruote più grandi, freni, carrozzine più profonde e telai più bassi e più robusti.
Nel 1965, Owen Maclaren, un ingegnere aeronautico, lavorò alle lamentele di sua figlia riguardo al viaggio dall'Inghilterra all'America con la sua pesante carrozzina. Usando la sua conoscenza degli aeroplani, Maclaren ha progettato un passeggino con un telaio in alluminio e ha creato il primo vero passeggino a ombrello. Ha poi fondato Maclaren, che ha prodotto e venduto il suo nuovo design. Esso è decollato e presto i "passeggini" sono stati più facili da trasportare e utilizzati ovunque.
Negli anni '70, invece, la moda di acquisto della gente si sposta a versione più basica del passeggino, non completamente molleggiata, e con un corpo staccabile noto come "carrycot". Le carrozzine iniziano ad essere usate molto raramente, essendo grandi e costose rispetto ai "passeggini". Uno dei marchi più longevi e conosciuti nel Regno Unito è Silver Cross, prodotto per la prima volta a Hunslet (Leeds), nel 1877, e successivamente a Guiseley dal 1936 fino al 2002 quando la fabbrica ha chiuso. Silver Cross è stata quindi acquistata dalla società produttrice di giocattoli David Halsall and Sons che ha trasferito la sede centrale a Skipton e l'ha ampliata con una gamma di nuovi e moderni prodotti per bambini, inclusi passeggini e "sistemi di viaggio". Continuano a vendere le tradizionali carrozzine per autobus Silver Cross prodotte in una fabbrica a Bingley nello Yorkshire.
Dagli anni '80, l'industria dei passeggini si è sviluppata con nuove funzionalità, con una costruzione più sicura e con più accessori in dotazione.

### Galleria d'immagini storiche

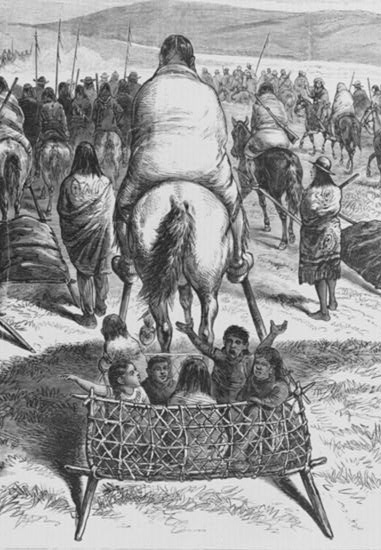
Una treggia (travois) utilizzato per il trasporto di neonati
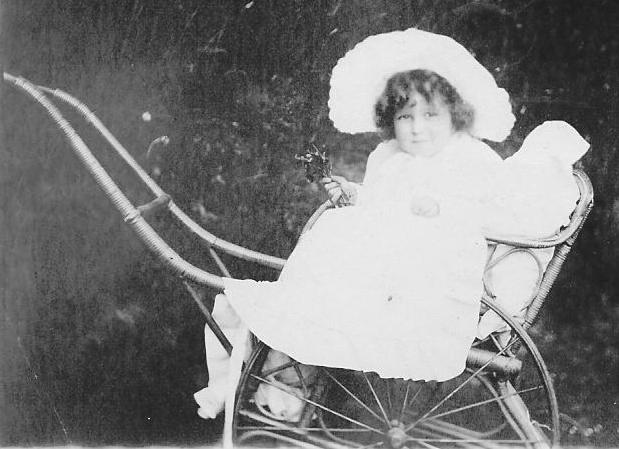
Una carrozzina ad Assam, India, intorno al 1902
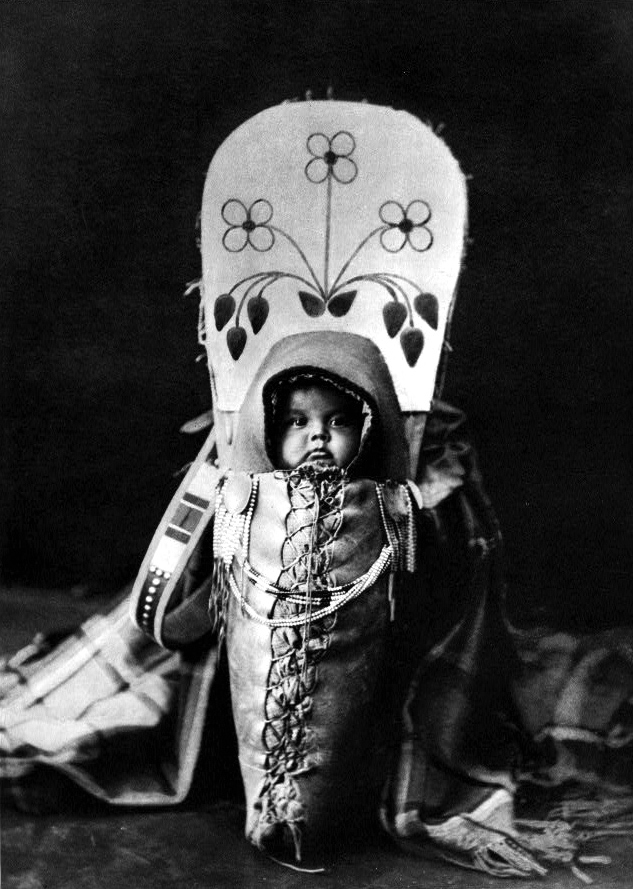
Una tradizionale culla Nez Perce (1911)
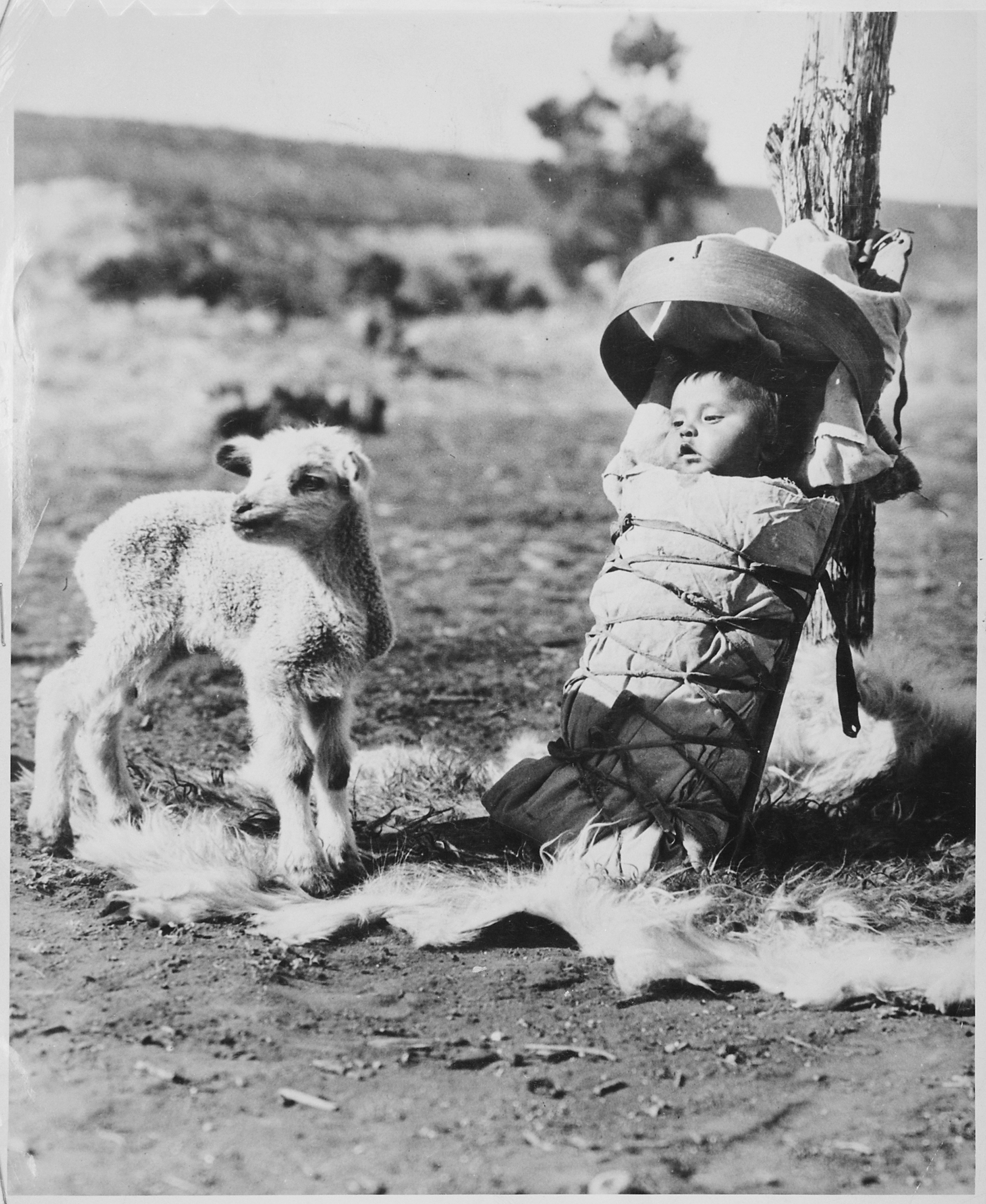
Bambino Navajo in una culla, Window Rock, Arizona, 1936

## Tipologie
Viene prodotta una varietà di passeggini gemelli, alcuni progettati per bambini di età simile (come appunto i gemelli) e altri per quelli con una piccola differenza di età. I passeggini tripli sono un'aggiunta abbastanza moderna, a causa dell'aumento del numero di nascite multiple. Si applicano le linee guida di sicurezza per i passeggini standard. La maggior parte dei passeggini tripli ha un limite di peso di 50 kg e l'uso consigliato per bambini di età inferiore ai 4 anni.
Un sistema da viaggio è in genere un set costituito da un telaio con un seggiolino per bambini staccabile e/o una navicella. Così un sistema di viaggio può essere commutato tra un passeggino e una carrozzina. Un altro vantaggio di un sistema da viaggio è che il telaio staccato (generalmente un telaio con chiusura a ombrello) una volta piegato sarà solitamente più piccolo di altri tipi, per trasportarlo nel bagagliaio di un'auto. Inoltre, il seggiolino si inserisce in una base destinata a rimanere in un'automobile, diventando un seggiolino per auto. Ciò consente il movimento indisturbato del bambino dentro o fuori dall'auto e una ridotta possibilità di svegliare un bambino addormentato.
Un altro design moderno mette in mostra un passeggino che include la possibilità di allungare la parte inferiore del corpo, trasformando così il passeggino in un monopattino. Lo sterzo avviene inclinandosi verso entrambi i lati. A seconda del modello, può essere dotato di freno a pedale e/o a mano. È possibile raggiungere velocità fino a 15 km/h (10 mph). Il primo passeggino di questo tipo è stato il cosiddetto "Roller Buggy", sviluppato dal designer industriale Valentin Vodev nel 2005. Nel 2012 il produttore Quinny si è interessato al concetto e ha collaborato con uno studio belga per progettare un altro modello.
Sono in commercio anche passeggini creati apposta per il trasporto di animali, soprattutto i cani.
Il moderno seggiolino per auto è usato per trasportare un bambino all'interno di un'autovettura. Tali seggiolini per auto sono obbligatori per legge in molti paesi per trasportare in sicurezza i bambini piccoli.
Esistono particolari passeggini per bambini disabili.

## Altri metodi di trasporto di bambini
Le biciclette possono essere dotate di un rimorchio o di un seggiolino per bambini per il trasporto di bambini piccoli. Un bambino più grande può viaggiare su una bicicletta con rimorchio a una ruota con sedile integrato e manubrio.
Un "sistema di viaggio" include una base per seggiolino auto, un seggiolino auto per bambini e un passeggino.
Quando si utilizza un'imbracatura o un marsupio, un bambino può assumere varie posizioni mentre viene trasportato. Questi includono la posizione verticale, la presa in culla, il trasporto a canguro, il trasporto anteriore, il trasporto all'anca e il trasporto posteriore.

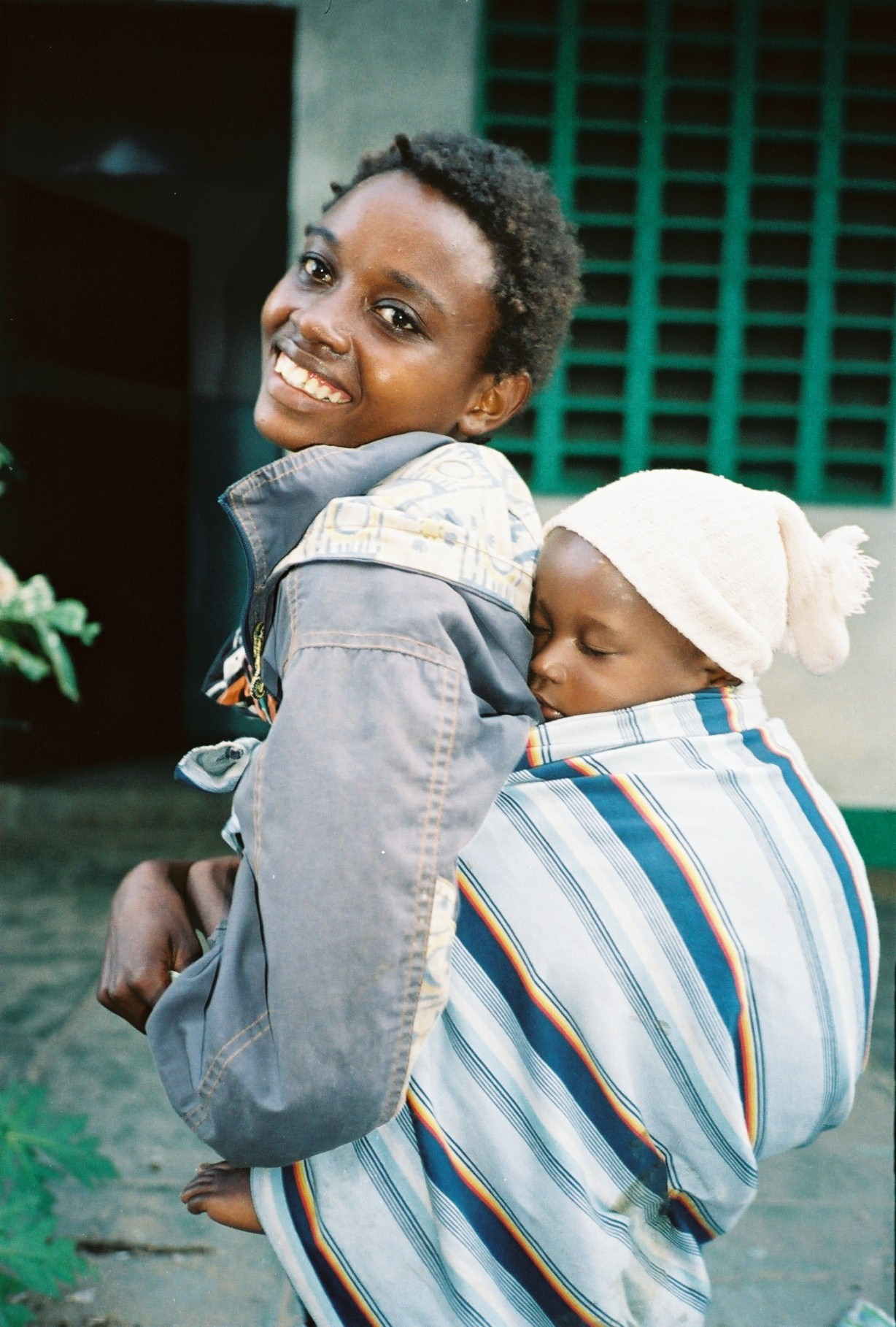
Una giovane donna che porta un bambino in una fascia per neonati.

### Marsupio
Un marsupio è generalmente realizzato con tessuti morbidi che avvolgono il petto. Forniscono conforto e sostegno al bambino e consentono al genitore o al tutore di tenere le mani libere mentre svolgono le loro attività quotidiane.
È disponibile un'ampia varietà di supporti, dagli involucri e imbracature ad anello ai supporti strutturati morbidi e ai mei tai.
L'uso di un marsupio è chiamato babywearing.

#### Imbracature ad anello
Si tratta di marsupi che utilizzano una tensione dinamica, un pezzo di stoffa e metallo (come l'alluminio) o anelli di nylon. Un'estremità del tessuto è cucita su due anelli. Il tessuto avvolge il corpo di chi lo indossa dalla spalla all'anca opposta e torna fino alla spalla, e l'estremità viene infilata attraverso gli anelli per creare un effetto fibbia.

#### Imbracature a marsupio
A volte chiamate fettucce "a tubo", "tascabili" o "senza anello", queste sono generalmente formate da un ampio pezzo di tessuto cucito a forma tubolare.

#### Il podaegi e altri marsupi in stile asiatico
Il podaegi (coreano: 포대기, anche scritto podegi) è un'imbracatura coreana formata da un rettangolo di tessuto, di grandezza media o grande, appeso a una cinghia molto lunga. Tradizionalmente il rettangolo è trapuntato per riscaldarsi e avvolge il busto della madre, mentre le cinghie sono avvolte sotto il sedere del bambino e legate davanti per sostenere e fissare il bambino sulla schiena della madre.

## Galleria d'immagini

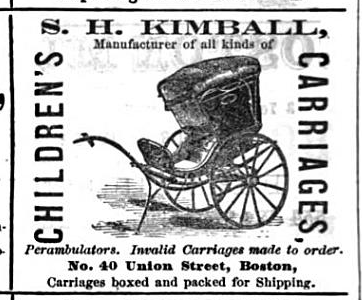
Una pubblicità per una delle prime carrozzine nell'elenco di Boston del 1868.
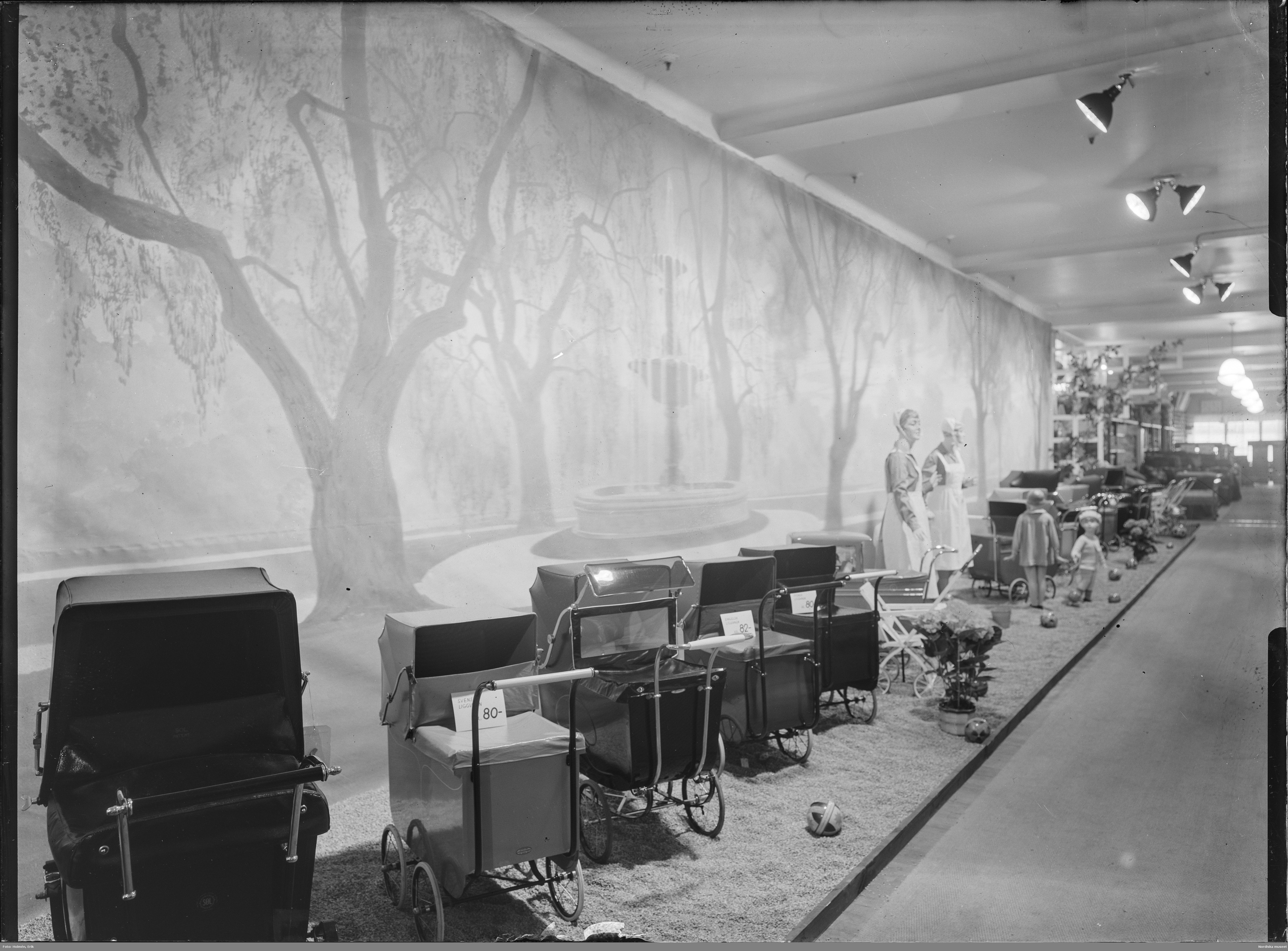
Carrozzine in vendita a Stoccolma, Svezia nel 1931.
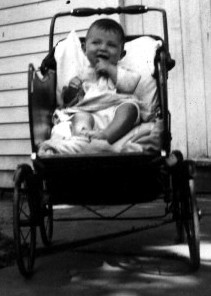
Un bambino nel passeggino, USA, 1935.
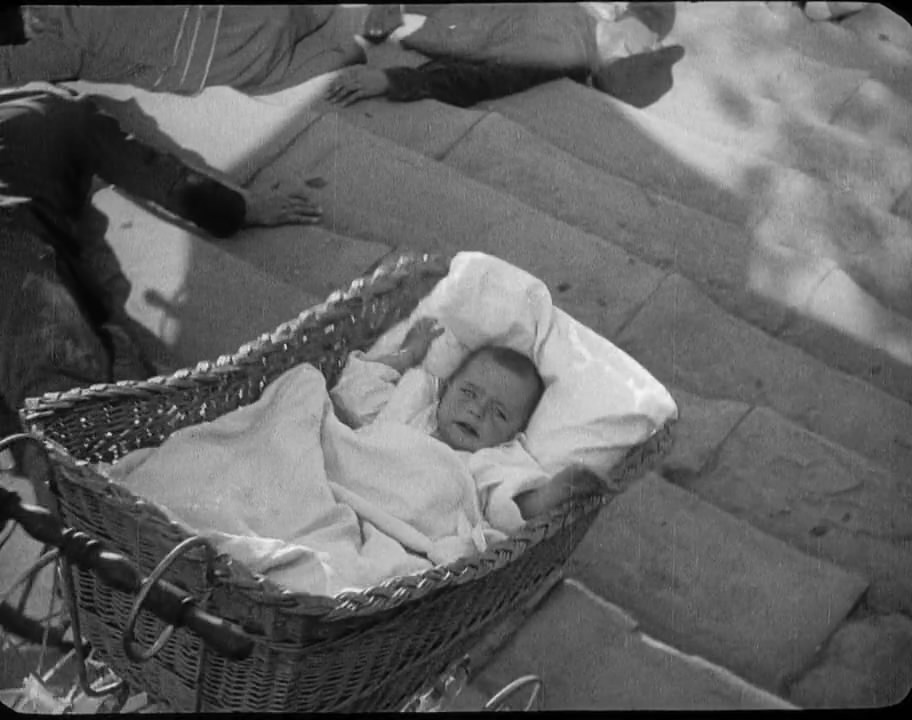
Una carrozzina nella scena "La scalinata di Odessa" del film del 1926 La corazzata Potëmkin.
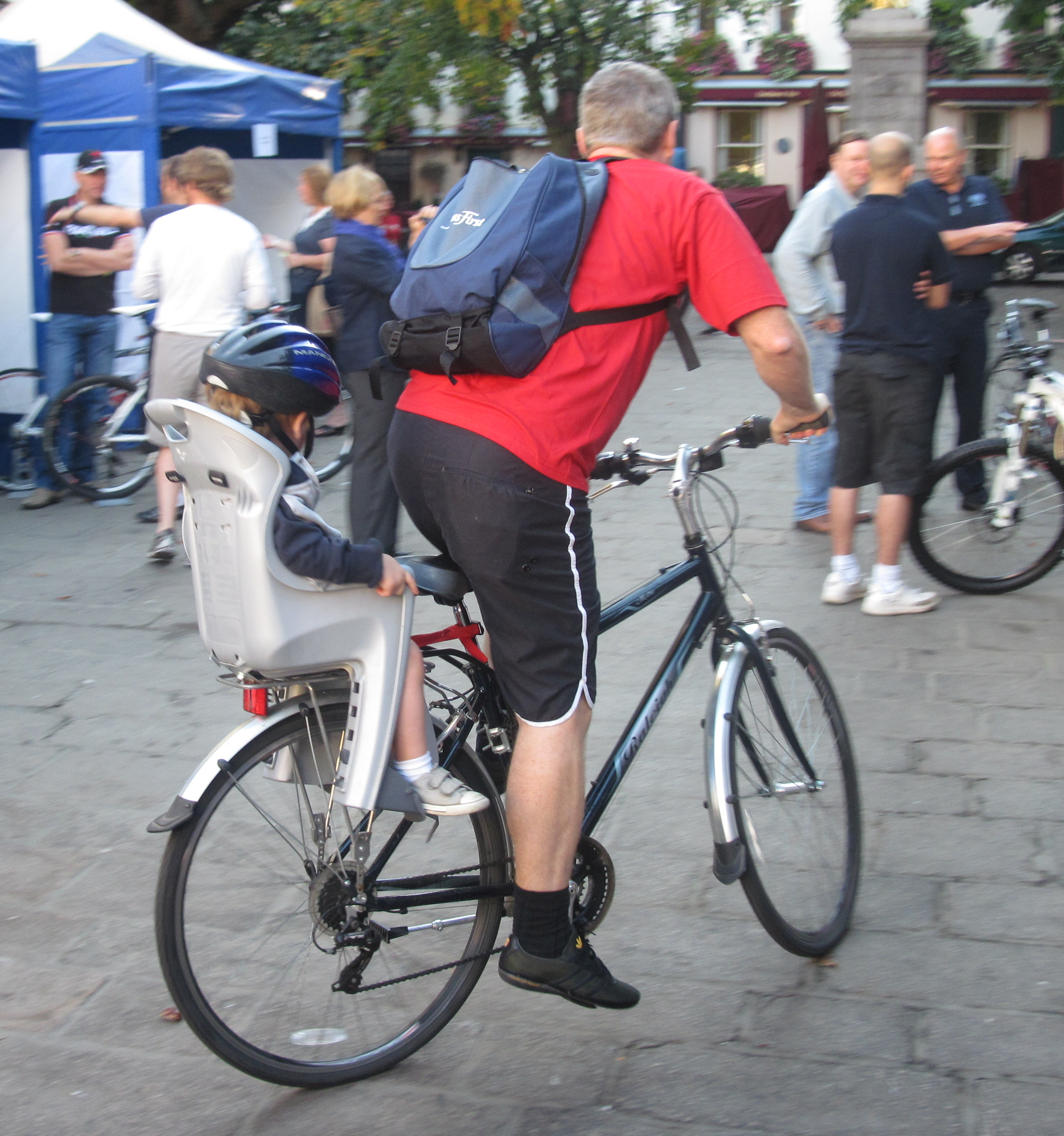
Un bambino in un portabiciclette.
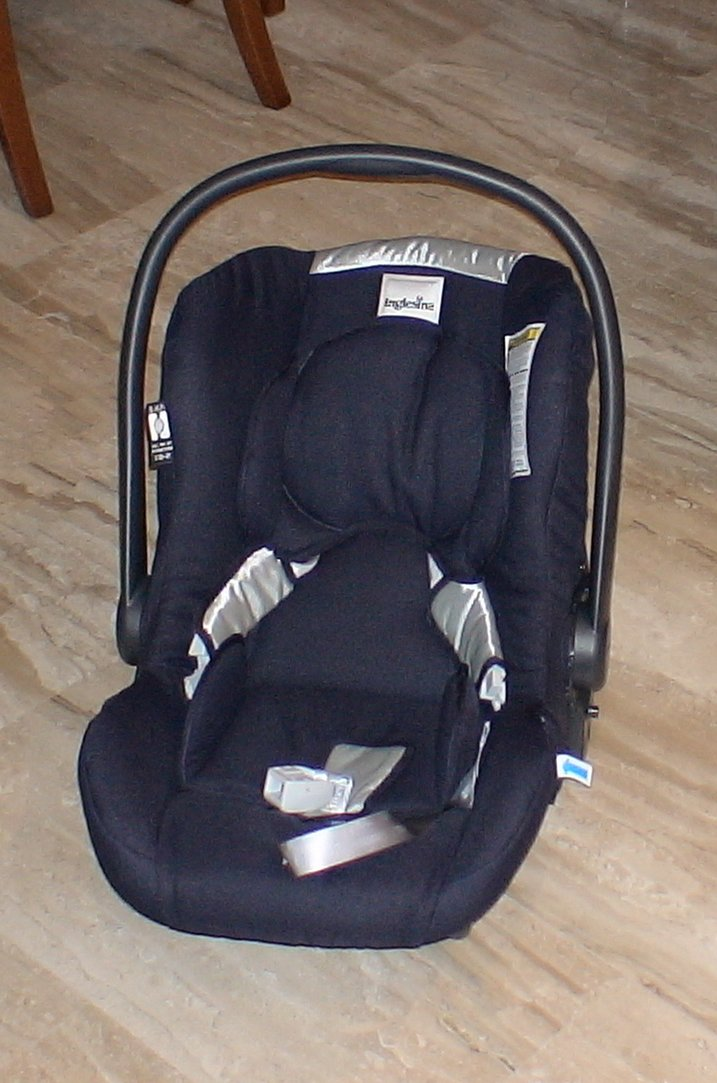
Un seggiolino auto per neonati.
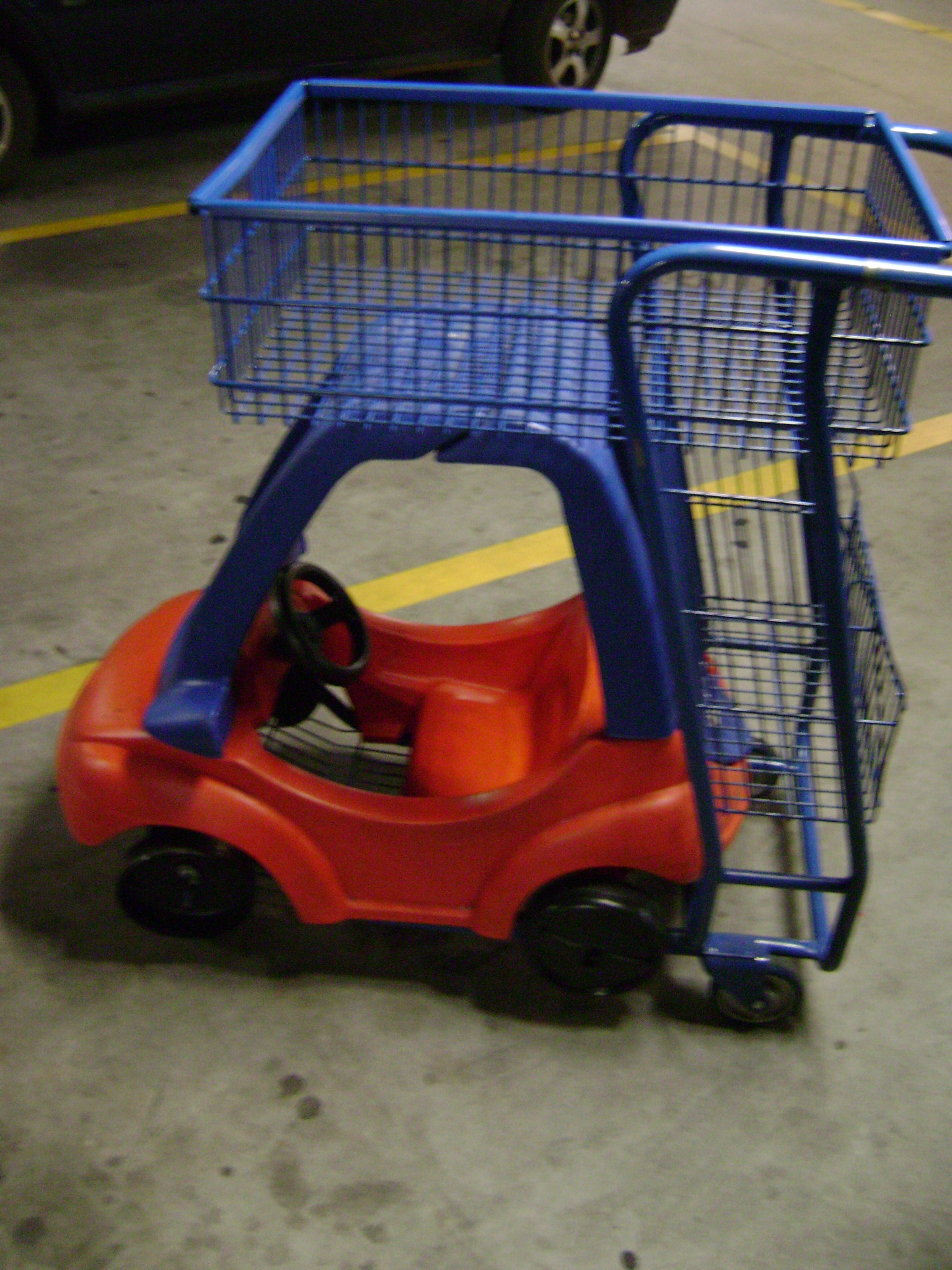
Un carrello della spesa con spazio per un bambino piccolo.
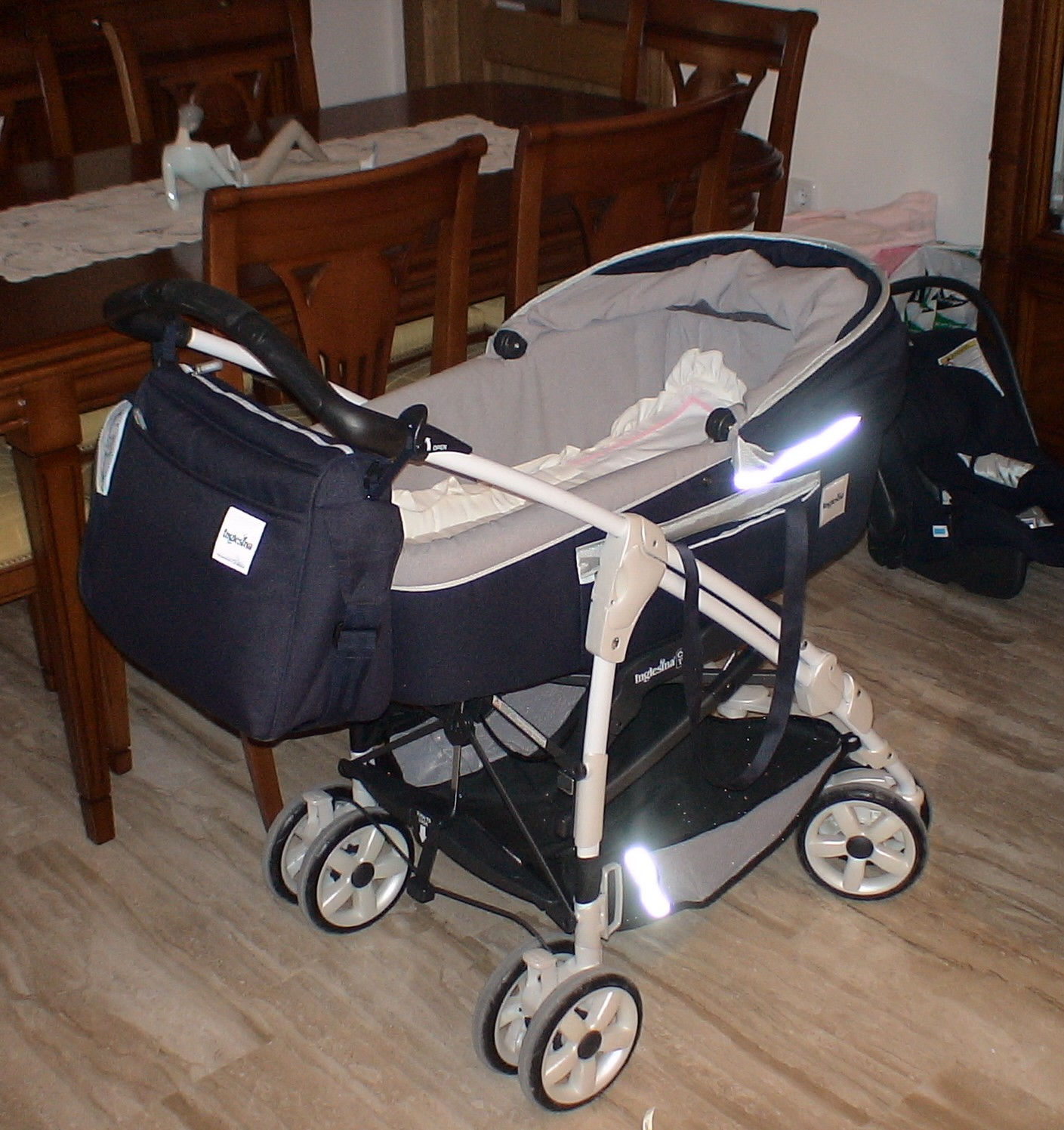
Un sistema di viaggio 3 in 1.
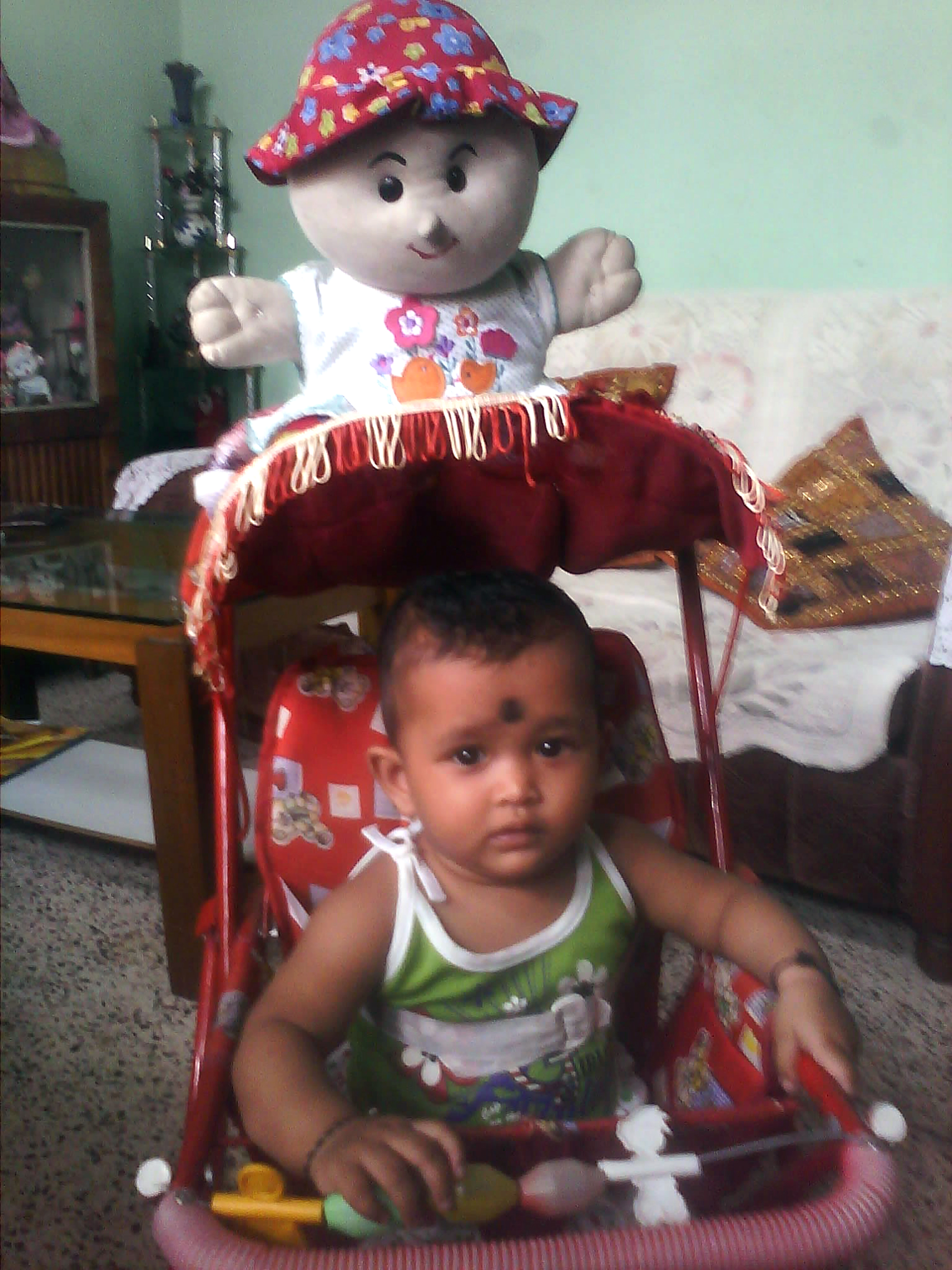
Un bambino seduto in un passeggino con una bambola sopra la sua testa.
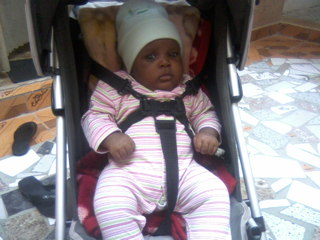
Una bambina in un passeggino con le cinture che la tengono in posizione.
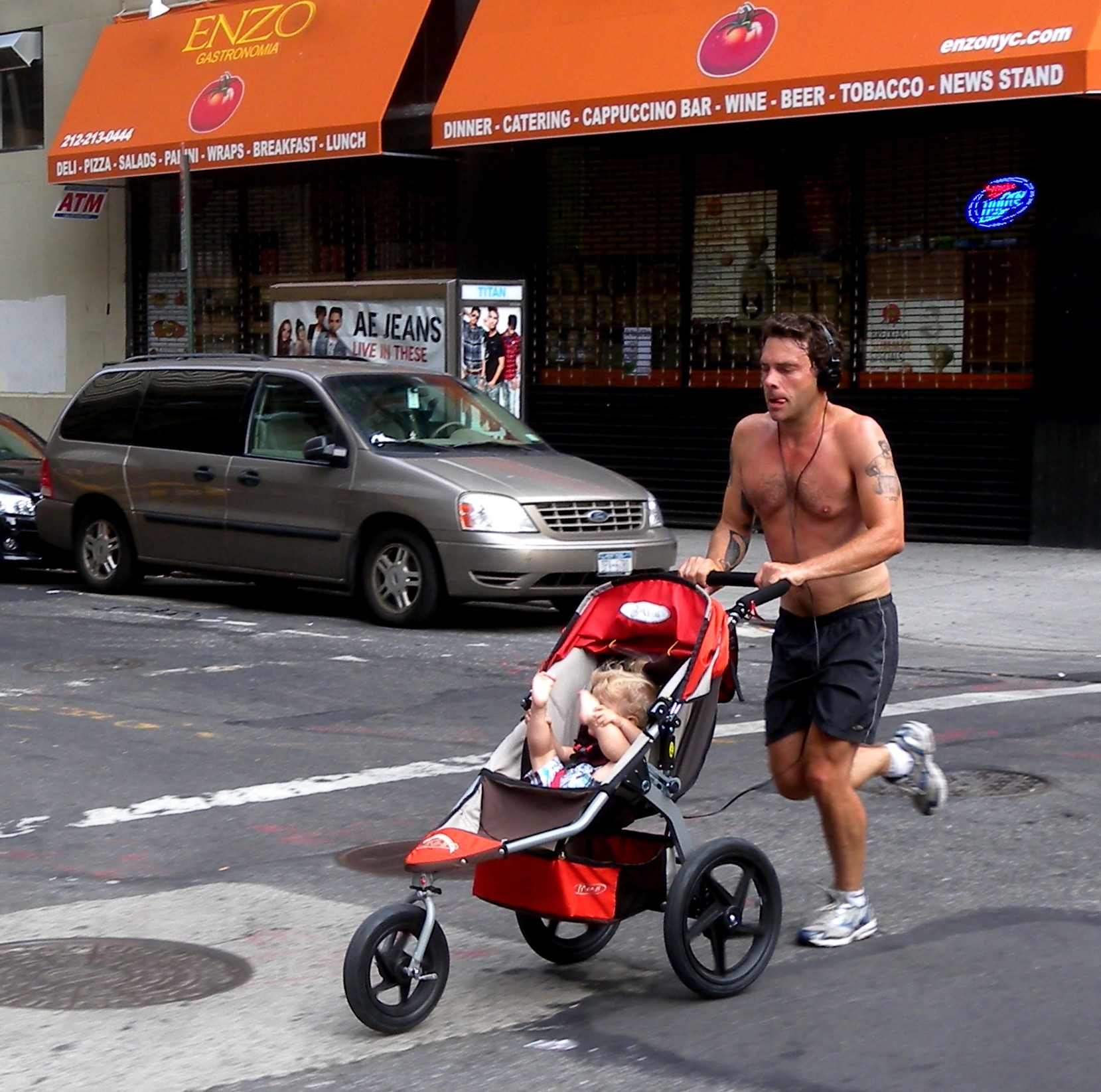
Un passeggino da jogging su Park Avenue, New York City, 2010.
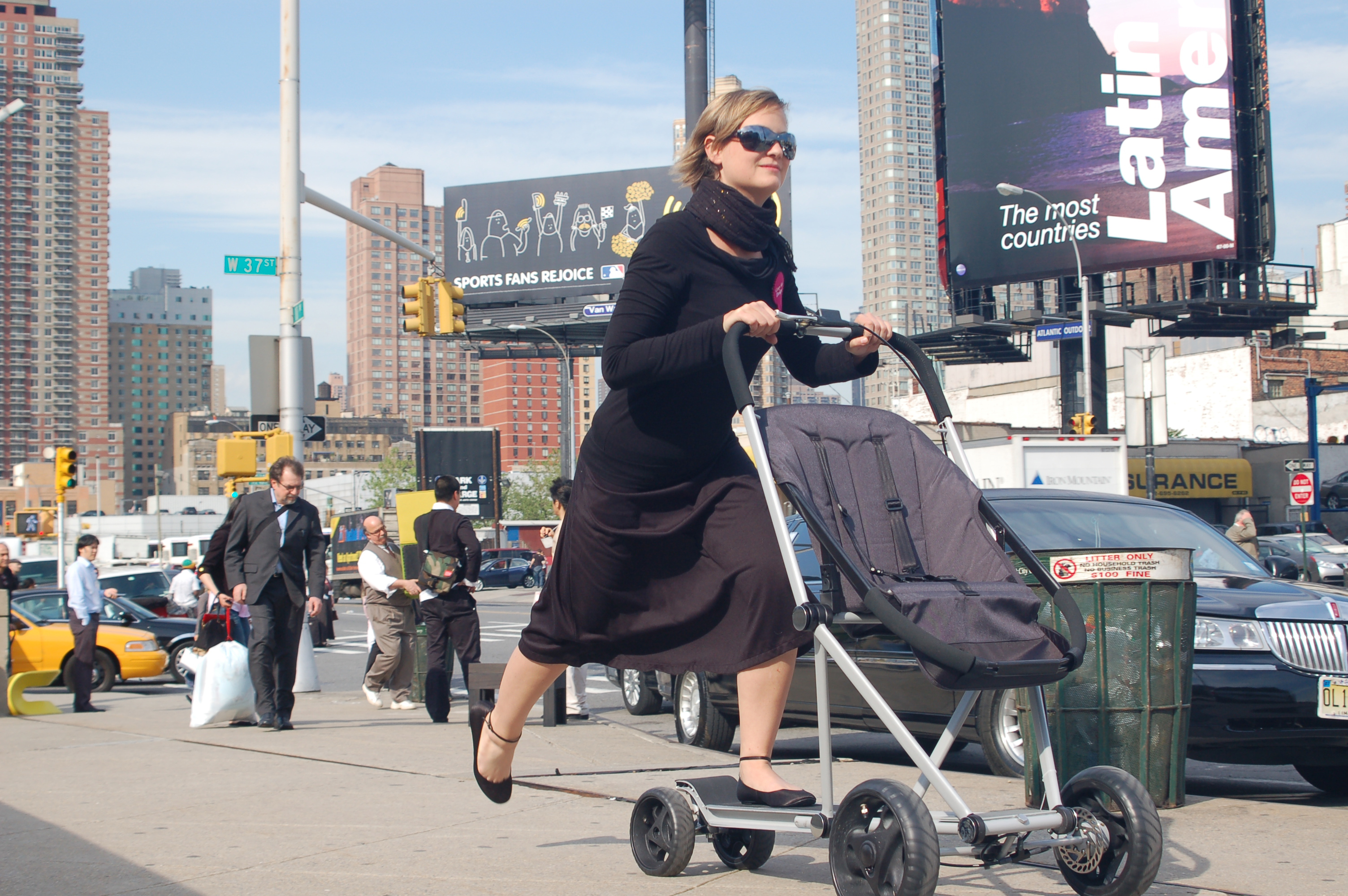
Un passeggino a rotelle, 2005.
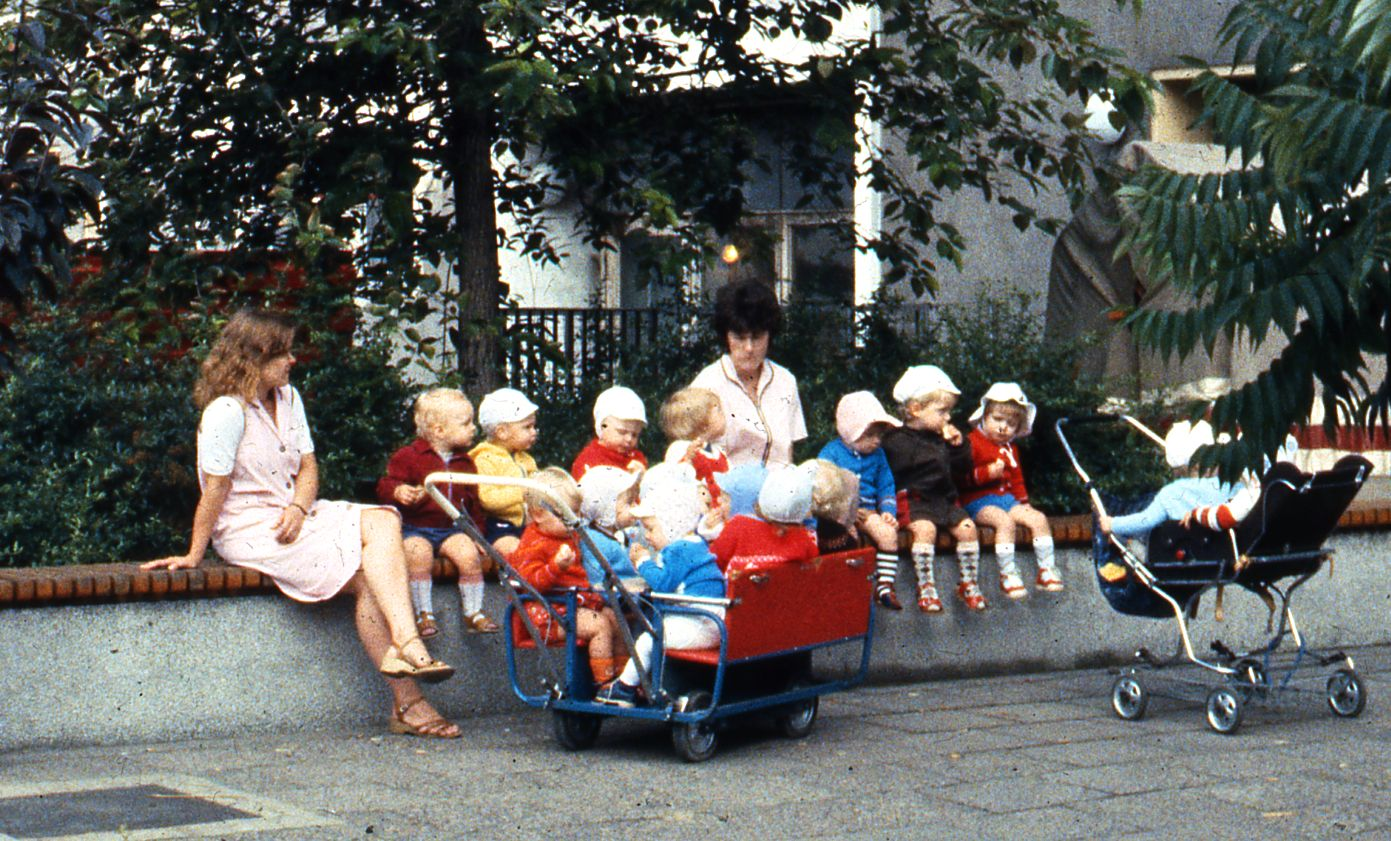
Babysitter di Berlino Est, con carrozzine a più posti nel 1984.
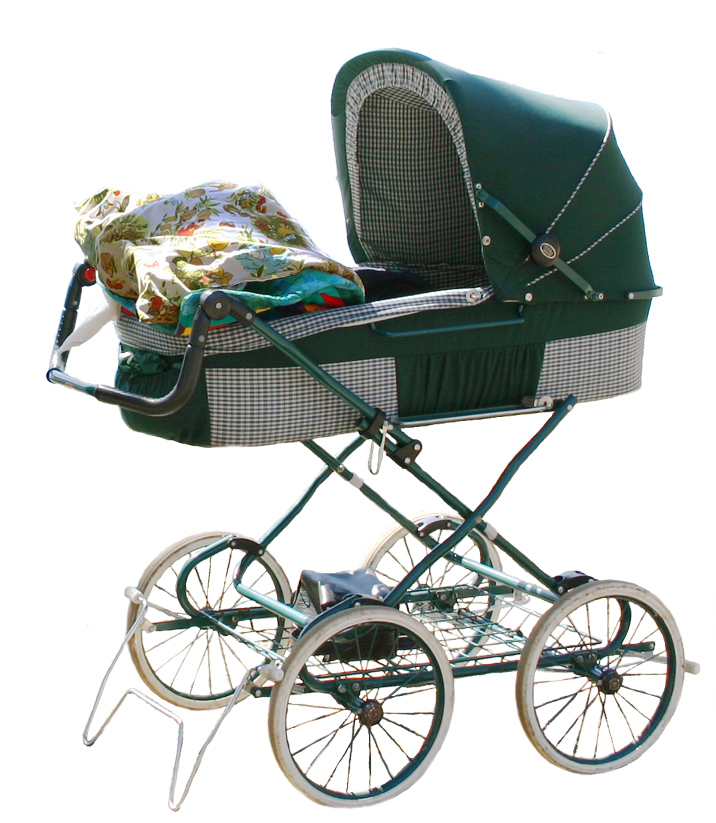
Una carrozzina.
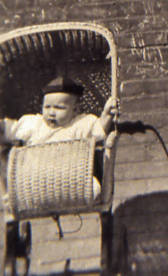
Passeggino in vimini del 1908.
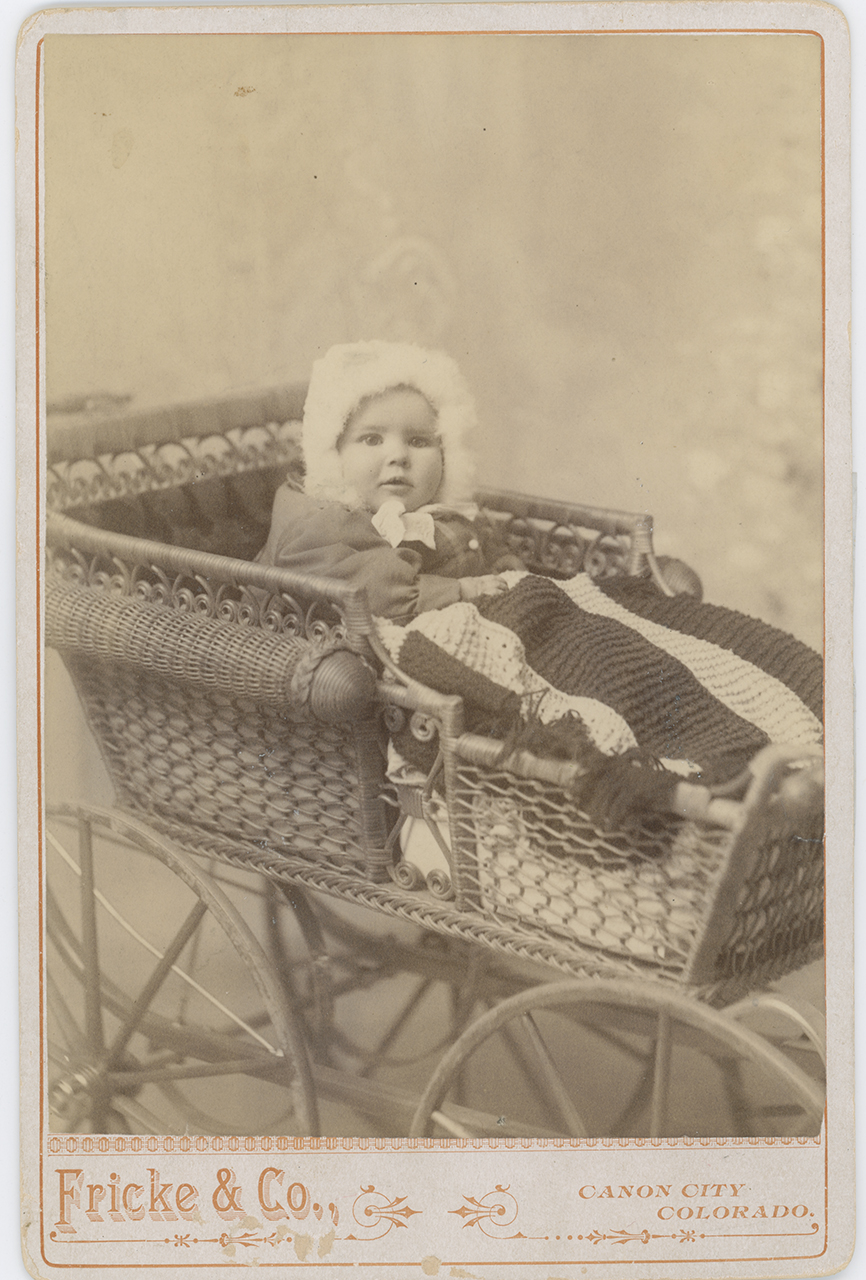
Ritratto di bambino nel passeggino di vimini, 1894.